# Laubenvögel
Die Laubenvögel (Ptilonorhynchidae) sind eine Familie in der Ordnung der Sperlingsvögel (Passeriformes), die ausschließlich in Australien und auf Neuguinea vorkommen. Namengebend für die Familie ist der Laubenbau, der Balzplatz der Männchen, mit denen sie versuchen, ein Weibchen anzulocken. Diese Lauben werden von 17 der insgesamt 20 Arten innerhalb der Familie gebaut und mit Objekten geschmückt, die die Männchen häufig nach ihrer Farbe sammeln. Dieses Balzverhalten ist so einzigartig in der Vogelwelt, dass der Ornithologe Ernest Thomas Gilliard festhielt, man könne die Ordnung der Vögel eigentlich in zwei Gruppen unterteilen: Laubenvögel und alle anderen Vogelarten. Laubenvögel werden häufig zu den intelligentesten Arten unter den Vögeln gezählt. Sie haben im Verhältnis zum Körpergewicht sehr große Gehirne, werden vergleichsweise alt und brauchen mehrere Jahre, bis sie geschlechtsreif sind. Die meisten Arten sind polygam.
Als der am besten erforschte und bekannteste Laubenvogel gilt der im Osten Australiens beheimatete Seidenlaubenvogel. Er wurde bereits in der zweiten Hälfte des 19. Jahrhunderts in Australien als Käfigvogel gehalten. Wenig erforscht sind dagegen die in abgelegenen Bergregionen Neuguineas vorkommenden Laubenvögel. So sind beispielsweise die Nahrungsweise und Details der Fortpflanzung beim Rothaubengärtner noch ungeklärt. Der Gelbscheitelgärtner wurde 1895 anhand einiger Vogelbälge wissenschaftlich beschrieben, lebende Individuen jedoch erst 1982 im Fojagebirge beobachtet. Erst 2005 gelang es, einige Individuen auch zu fotografieren.
Lange glaubte man an eine enge Verwandtschaft zu den Paradiesvögeln. Wie diese kommen die Laubenvögel auf Neuguinea, den benachbarten Inseln und in Australien vor und beide Familien zeigen ein auffälliges Balzverhalten. Heute werden die Laubenvögel aber meist zu den basalen australisch-ozeanischen Familien der Singvögel gestellt, während die Paradiesvögel zu den Corvoidea gerechnet werden.

## Merkmale
Mit einer Körperlänge zwischen 23 und 36 Zentimeter sind Laubenvögel mittelgroße, sehr unterschiedlich bunt gefiederte Singvögel. Bei ihnen ist die Hinterzehe immer etwas kürzer als die Mittelzehe. Die Männchen dieser Familie sind nicht so farbenprächtig wie die Paradiesvögel gefärbt, einzelne Arten haben jedoch eine Federhaube oder verlängerte Kopffedern. Bei einer Reihe von Arten haben die Männchen Federpartien, die metallisch glänzen und bei entsprechendem Lichteinfall helle Glanzlichter aufweisen. Ein Geschlechtsdimorphismus liegt bei mehreren der Arten vor. Bei den Arten der Gattung Chlamydera besteht dagegen kein oder ein nur sehr geringer Geschlechtsdimorphismus.

## Stimme

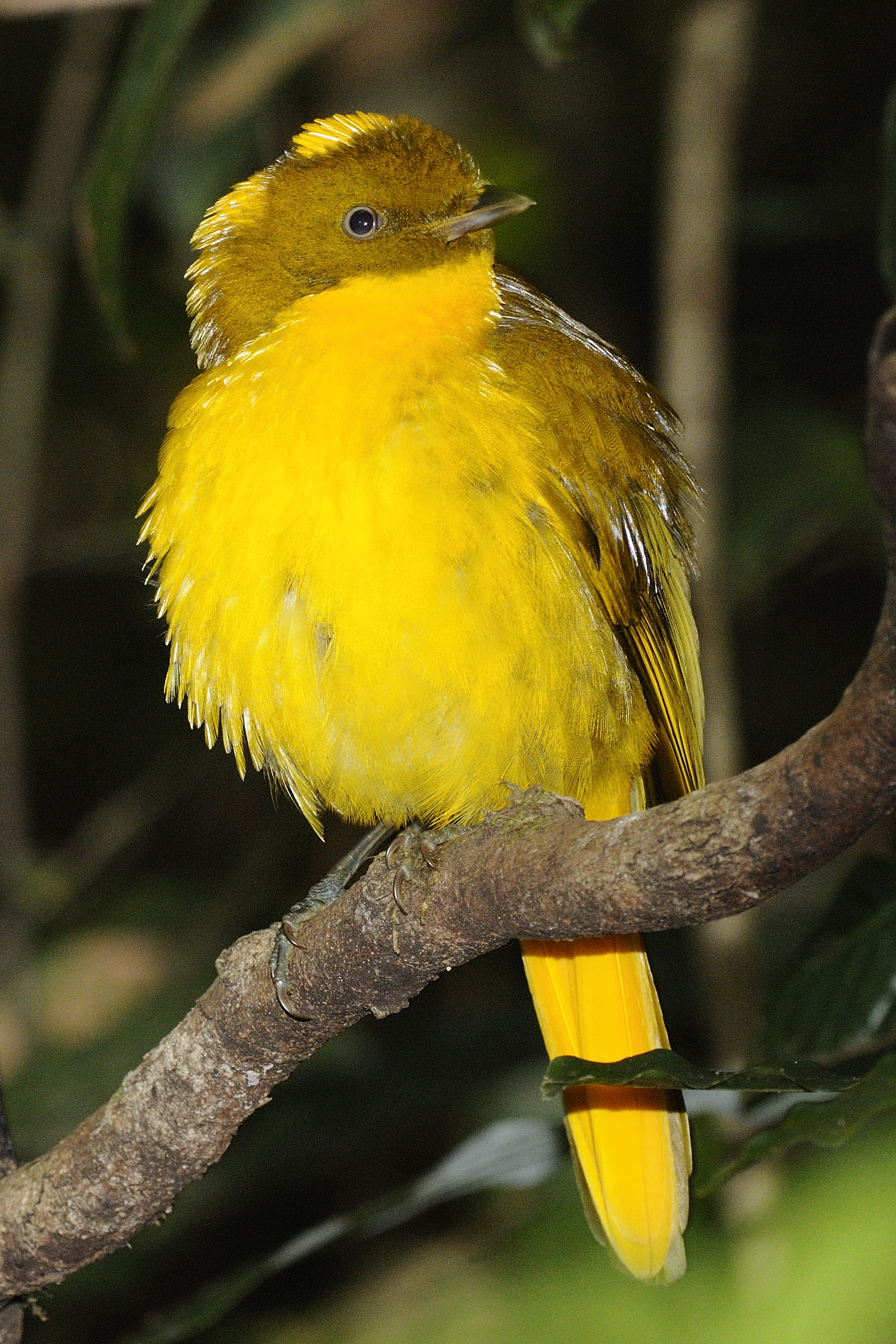
Säulengärtner, Männchen
(Prionodura newtoniana)

Zahlreiche Laubenvogelarten sind hervorragende Spötter, die Vogelstimmen aber auch Laute aus der Umgebung nachahmen. Für den Braunbauch-Laubenvogel ist sogar schon die Nachahmung der menschlichen Stimme beschrieben worden. Er ahmt außerdem Laute der Umgebung nach wie beispielsweise schnell fließendes Wasser, das Wiehern von Pferden und die Hufgeräusche beschlagener Pferde. Ein Dreigang-Laubenvogel ahmte das Geräusch von Wasser, das schnell über Kies läuft, sowie das Quieken von Schweinen, das Geräusch einer Kettensäge sowie Hämmern nach. Archboldlaubenvögel imitieren auch das raschelnde Geräusch, das abgestorbene Schraubenbaumblätter machen, wenn sie im Wind gegeneinander reiben und das Geräusch, wenn ein solches Blatt vom Baum auf den Boden fällt.

### Imitierte Singvögel
Laubenvögel imitieren darüber hinaus die Rufe zahlreicher Vogelarten ihrer Umgebung. Beim unter anderem auf der Kap-York-Halbinsel vorkommenden Braunbauch-Laubenvogel sind dies unter anderem Lärmlederkopf, die Balzlaute des Seidenlaubenvogels, die Stimme des Rotbein-Großfußhuhns und des Gelbhaubenkakadus. Noch umfangreicher ist das Rufrepertoire des Säulengärtners. Nachgewiesen wurden unter anderem Nachahmung der Rufe von Weißbrusttaube, Rotschwanz-Rabenkakadu, Gelbhaubenkakadu, Königssittich. Pennantsittich, Lärmpitta, Gelbkehl-Sericornis (Sericornis citreogularis) und Fahlstirn-Sericornis (Sericornis magnirostris), Grauwangengerygone (Gerygone mouki), Buntschnabel-Honigfresser (Lichenostomus ferrands), Graurücken-Dickkopf (Colluricincla boweri), Brillen-Monarch, Dickschnabel-Würgerkrähe, Viktoria-Paradiesvogel, Schwarzohr-Laubenvogel und Seidenlaubenvogel. Der Zahnlaubenvogel ahmt neben mindestens 44 verschiedenen Vogelarten auch die Laute von Flughunden, Fröschen und Zikaden nach.
Zahnlaubenvögel reagieren häufig opportunistisch und reagieren beispielsweise auf rufend vorbeifliegende Trupps von Pennantsittichen oder Gelbhaubenkakadus mit der Nachahmung derer Rufe. Häufig rufen sie auch im Wechsel mit der nachgeahmten Vogelart, das heißt, sie antworten beispielsweise auf die Rufe des Farnschnäppers, der wiederum auf ihre Rufe reagiert. Benachbarte Männchen greifen außerdem die Rufe des jeweiligen anderen nach und imitieren auch dessen Vogelstimmenimitation.

### Imitation von Fressfeinden bei Bedrohung
Sowohl brütende Weibchen des Graulaubenvogels als auch die Männchen dieser Art in der Nähe ihrer Laube ahmen die Rufe von Fressfeinden nach. Belegt ist unter anderem die Nachahmung der Rufe von Keilschwanzmilan (Haliastur sphenurus), Papuaweih (Aviceda subcristata) und Schwarzmilan. Ein Weibchen mit zwei frisch geschlüpften Jungen flog auf, suchte Deckung im Gebüsch und imitierte die Rufe des Jägerliest und des Blauohr-Honigfressers, der dafür bekannt ist, dass er auf Fressfeinde mit Hassen reagiert, als sich jemand dem Nest näherte. Es gibt auch andere Belege für den zielgerichteten Einsatz von imitierten Lauten: Ein Graulaubenvogel, der auf einem Ast oberhalb einer schlafenden Katze saß, beobachtete diese und imitierte Miauen solange, bis die Katze den Bereich verließ. Ähnliches ist für den Säulengärtner und den Fleckenlaubenvogel beschrieben. Fleckenlaubenvögel ahmen dann vor allem die Rufe des Keilschwanzmilans nach. Nachgewiesen sind aber auch Nachahmungen der Rufe des Keilschwanzadlers, Grauscheitelsäblers (Pomatostomus temporalis), Neuhollandkrähe, Flötenvogels, Haubenliests, Graurücken-Krähenwürgers, Schwarzkehl-Krähenstars und Gimpelhähers, die alle Jungvögel und Eier fressen. Ein Weibchen des Säulengärtners, das versuchte einen Fressfeind von ihrem Nestling zu verleiten, ahmte zunächst die Rufe verschiedener Nesträuber wie dem Mangrovereiher, dem Haubenliest, dem Schwarzrücken-Krähenstar nach und ließ später, als sich die Situation wieder entspannte, die Rufe des Gartenfächerschwanzes hören.

## Lebensweise

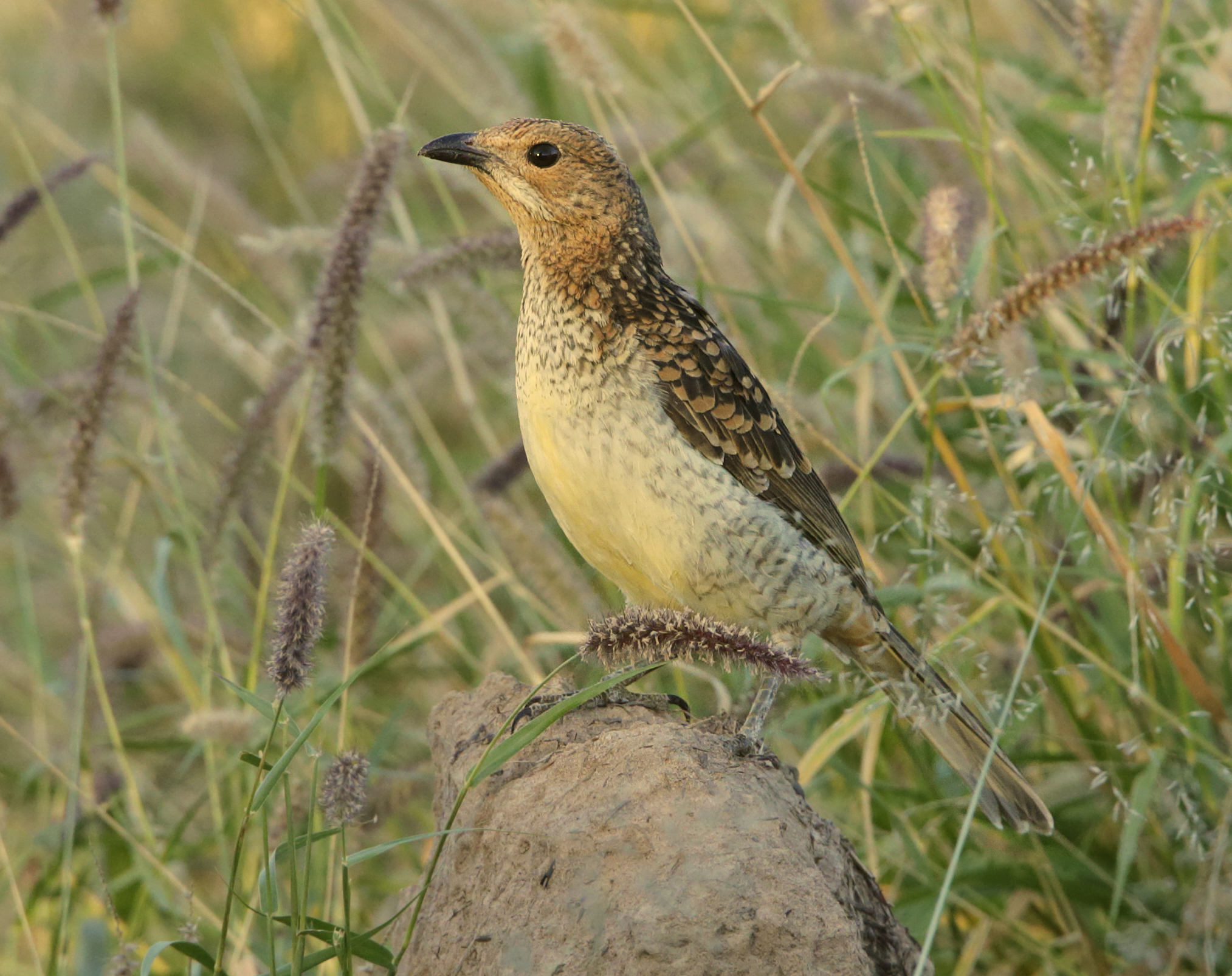
Fleckenlaubenvogel
(Chlamydera maculata)

Laubenvögel verbringen viel Zeit am Boden. Gebrütet wird auf den Bäumen. Ihre Nahrung suchen sie am Boden und auf den Bäumen und Büschen. Sie verfügen über einen kräftigen Schnabel und kräftige Beine. In der Gefiederfarbe sind die Weibchen überwiegend braun oder grau gefärbt. Bei den unscheinbar gefärbten Männchen gibt es einige Arten, bei denen das Männchen eine in den Kopffedern verborgene auffallende Kopfhaube besitzt, die nur für eine kurze Zeit während der Balz aufgestellt wird.
Anstatt der für Singvögel typischen 9–10 Armschwingen einschließlich der Schirmfedern haben Laubenvögel 11–14. Auch das Gehirn, besonders das der Lauben bauenden Arten, ist größer als bei anderen Singvögeln der Region. Die Lebenserwartung dieser Arten liegt zwischen 20 und 30 Jahren, allerdings brauchen die polygamen Arten sieben Jahre zur Ausbildung des Adultgefieders.

## Laubenbau
Bei 17 Arten der Laubenvögel werben die Männchen mit aufwändig gebauten und geschmückten Balzplätzen um die Gunst eines Weibchens.
An der Brut und der Aufzucht der Jungvögel beteiligt sich das Männchen nicht. Er verteidigt auch kein Revier. Das Weibchen wählt ihren Partner allein nach der Qualität der Laube und dem gezeigten Balztanz aus. Die Lauben der Männchen sind bei einigen Arten nicht mehr als 100 Meter voneinander entfernt, so dass das Weibchen die Wahl zwischen mehreren Männchen hat. Einige Männchen gelingt es, mit ihrem Laubenbau eine große Zahl von Weibchen anzulocken. Sehr erfolgreiche Männchen bei dem Seidenlaubenvogel verpaaren sich mit zwanzig bis dreißig Weibchen. Andere Männchen bleiben dagegen erfolglos und kommen nicht zur Verpaarung. Der Bau von Lauben spielt entsprechend eine große Rolle im Leben der Männchen.

### Laubentypen

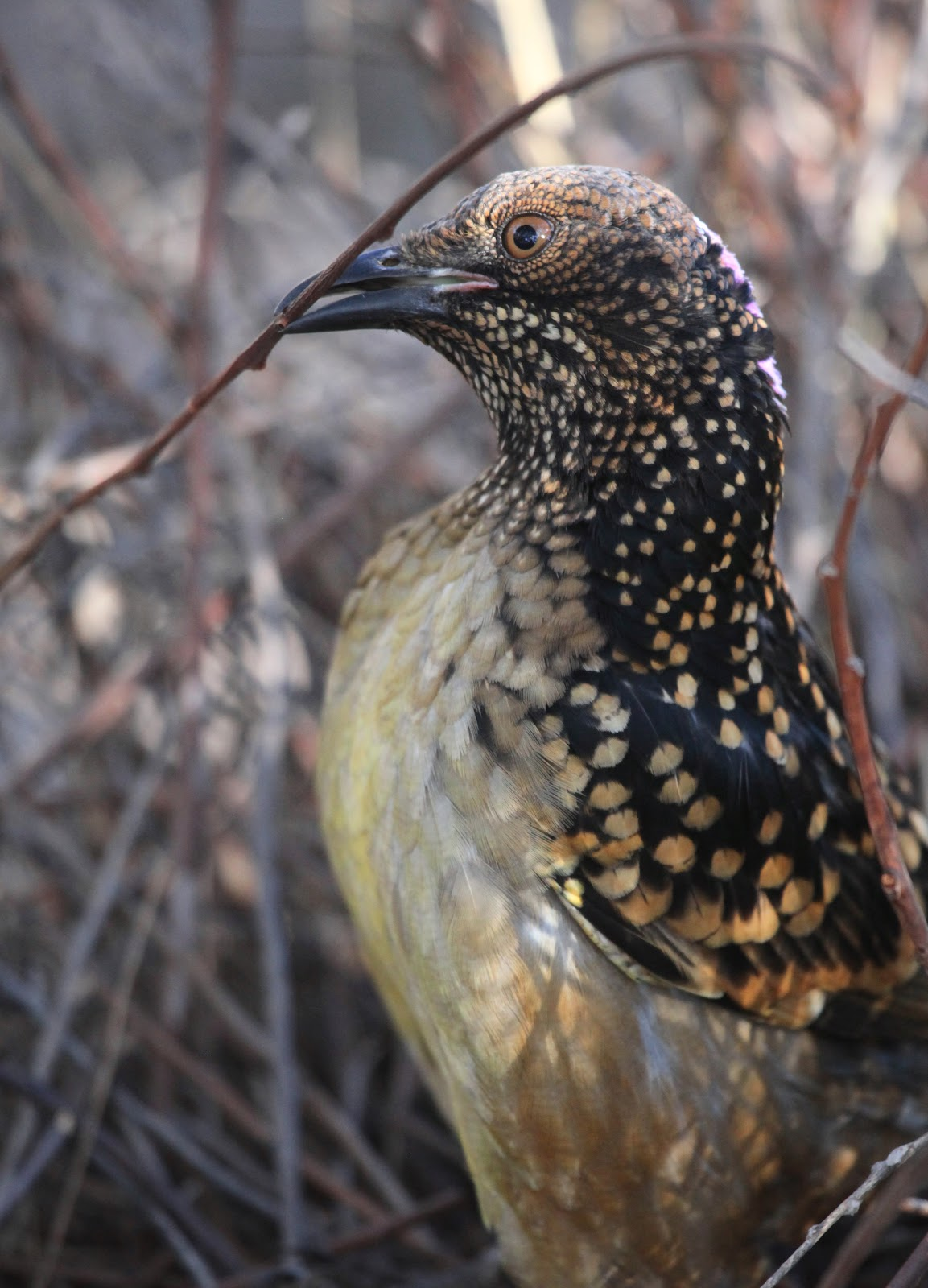
Männchen des Tropfenlaubenvogels beim Laubenbau

Der Laubenbau variiert von Art zu Art. Je unscheinbarer ein Männchen gefärbt ist, desto prachtvoller fällt die Laube aus. Da die Weibchen sich mit den Baumeistern der schönsten Lauben paaren, kann die Befähigung zur Errichtung solcher Baue als „sekundäres Geschlechtsmerkmal“ angesehen werden. Der Laubenbau als „alternative Strategie“ zur sexuellen Selektion – gegenüber einem bunten Gefieder – hat den Vorteil, dass die Männchen für die Fressfeinde weniger auffällig sind. Gebaut werden die Lauben auf einen freien, ebenen Platz im Dickicht.
Jared Diamond sieht, wie er in seinem Buch Der dritte Schimpanse erläutert, den Laubenbau als sehr effektives Merkmal zur sexuellen Selektion, da dieser Weibchen ermöglicht, sehr viele Eigenschaften des potentiellen Paarungspartners zu beurteilen – unter anderem auch die, seine Laube vor der Zerstörung durch einen Rivalen zu bewahren.
Grundsätzlich bauen die Individuen einer Art den identischen Laubentyp. In einem Fall hat man eine Laube des Graulaubenvogels gefunden, die von dem Grundprinzip abwich und in ihrer Form an die komplexen Lauben des Dreigang-Laubenvogels erinnerte, da der Mittelgang kurz und am Ende des Mittelgangs zwei weitere Wände errichtet waren. Wären die beiden Wände miteinander verbunden gewesen, hätten sie den Laubenmittelgang halbkreisförmig eingerahmt. Diese Laube stellt bislang die stärkste Abweichung von der jeweiligen artspezifischen Bauweise dar, die man bislang bei Laubenvögel gefunden hat. Die Baue der Laubenvögel können in drei Typen eingeteilt werden: Hof oder Tenne, Maibaum oder Allee.

#### Laubentypus Tenne
Als Tennenbauer unter den Laubenvögeln bezeichnet man die Arten, die eine größere Stelle des Waldbodens zunächst reinigen und diese dann mit Blättern auslegen. Zu den bekanntesten Arten, die dieses Verhalten zeigen, zählt der Zahnlaubenvogel. Er legt auf der gereinigten Fläche Blätter aus und dreht sie dabei so, dass ihre blassere Unterseite nach oben zeigt. Die Tennen befinden sich in größerer Nähe zueinander. Der Biologe Hansell spricht daher von einem Lek-ähnlichem Verhalten. Als Lek bezeichnet man in der Biologie einen Balzplatz, bei dem mehrere Männchen gemeinsam um ein Weibchen balzen. Der Begriff wird vor allem in der Ornithologie verwendet, da bei einer Reihe von Arten unterschiedlicher Vogelfamilien diese Form der Balz vorkommt.

#### Laubentypus Maibaum

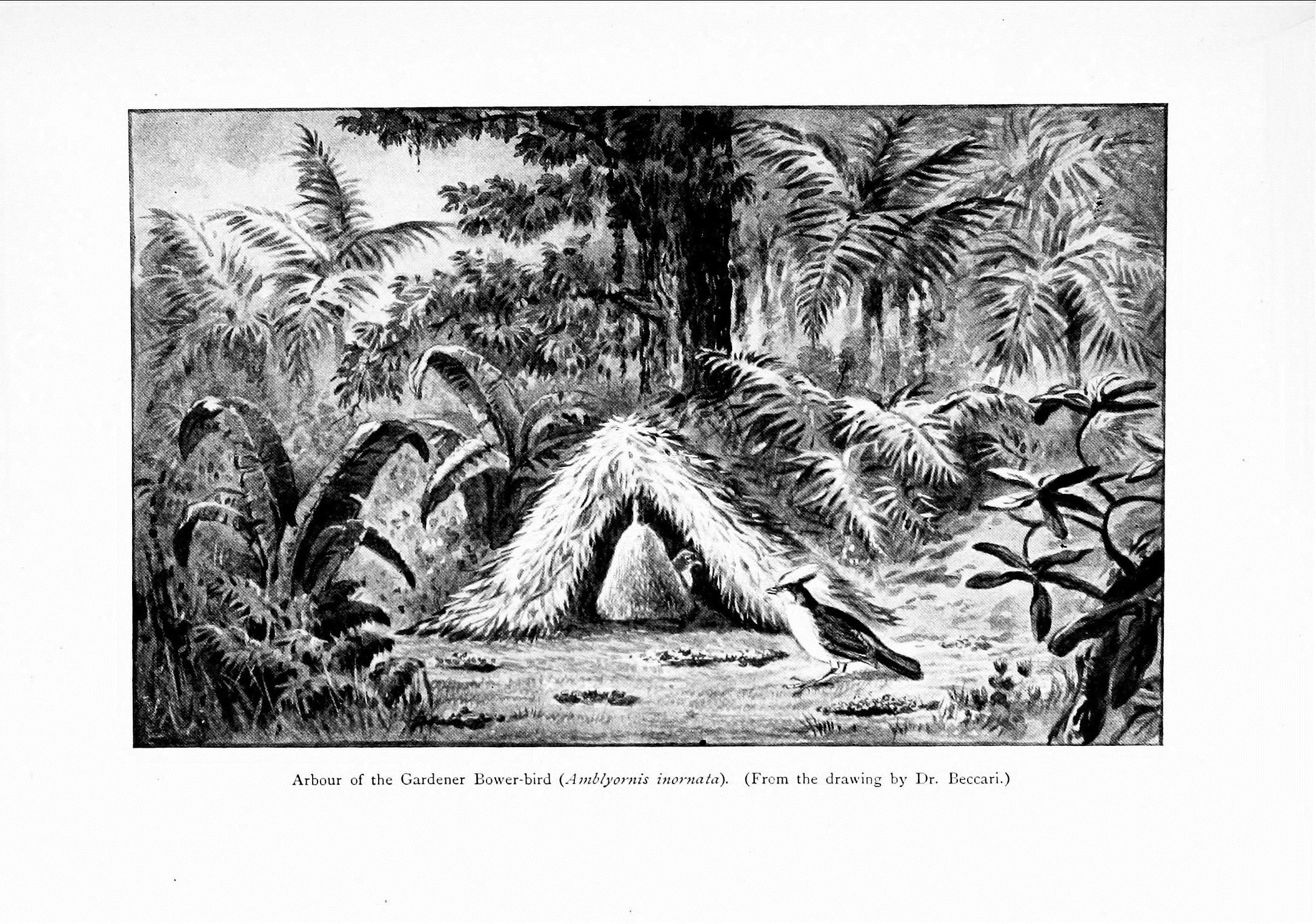
Darstellung einer Laube des Hüttengärtners aus dem Jahre 1921

Insgesamt fünf Arten der Laubenvögel bauen eine Laube im Typus Maibaum. Es handelt sich dabei um eine Konstruktion, bei der Ästchen um einen dünneren Baumstamm oder um einen Baumfarn gefügt werden. Die dabei entstehende Säule aus Ästchen um diesen Stamm ist das wesentliche Charakteristikum dieses Laubentypus.
Die einfachste Form dieser Laube baut der Goldhaubengärtner. Der Maibaum hat nur eine Höhe von zwei- oder dreimal der Körperhöhe des Männchens und besteht aus ein paar hundert fein ineinandergefügten Ästchen im Zentrum einer ansonsten nicht geschmückten Moosplattform. Die Laube des Gelbscheitelgärtners ist ähnlich, hier ist jedoch die Umgebung mit Häufchen von gelben, grünen und blauen Früchten geschmückt. Deutlich elaborierter ist die Laube des Säulengärtners. Die komplizierteste Form dieses Laubentyps baut jedoch der Hüttengärtner. Über dem sogenannten Maibaum errichtet der Hüttengärtner noch ein bis zum Boden reichendes Dach, das sich zu einer Tenne vor dem Maibaum öffnet.

#### Laubentypus Allee

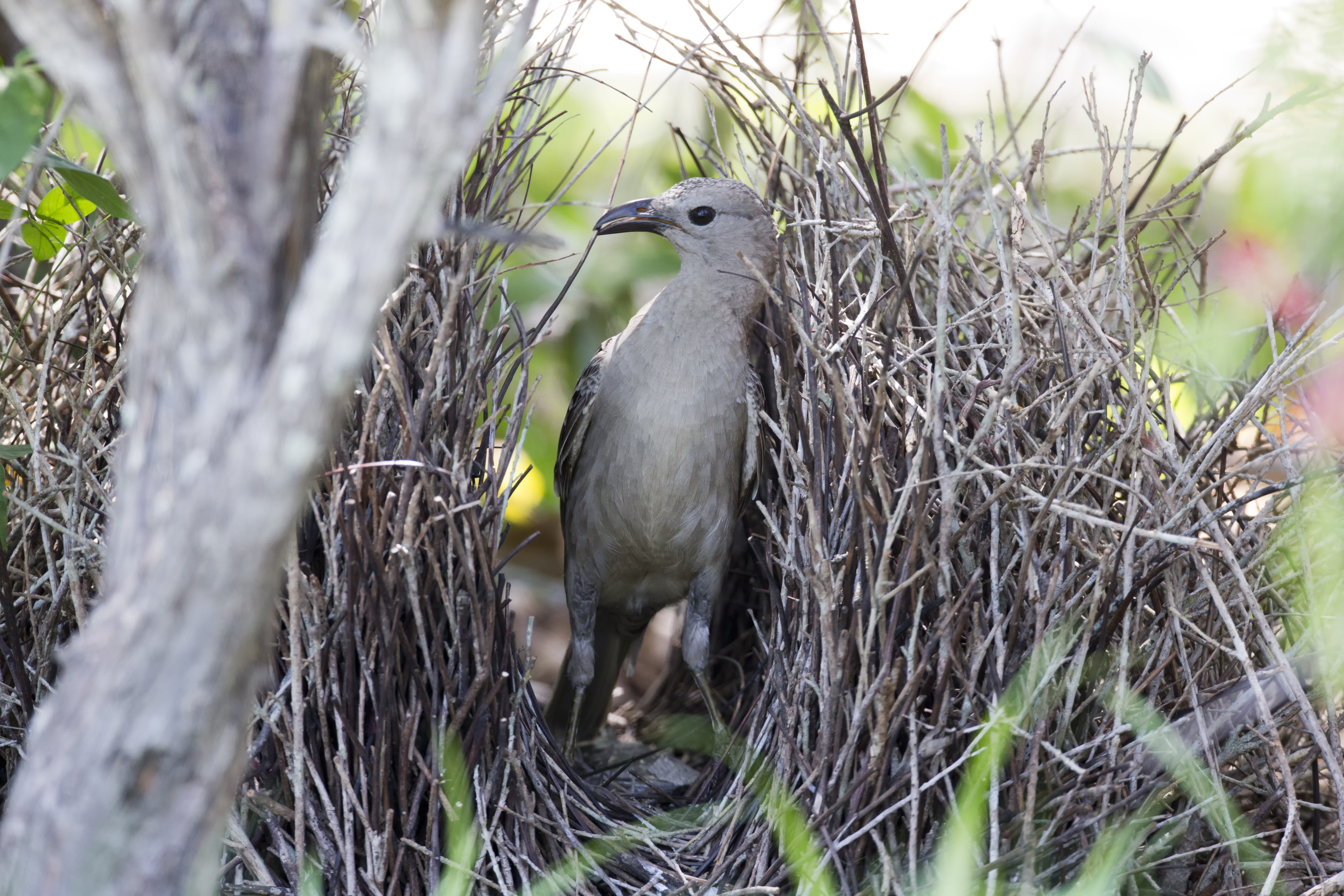
Der alleenbauende Graulaubenvogel in seiner Laube

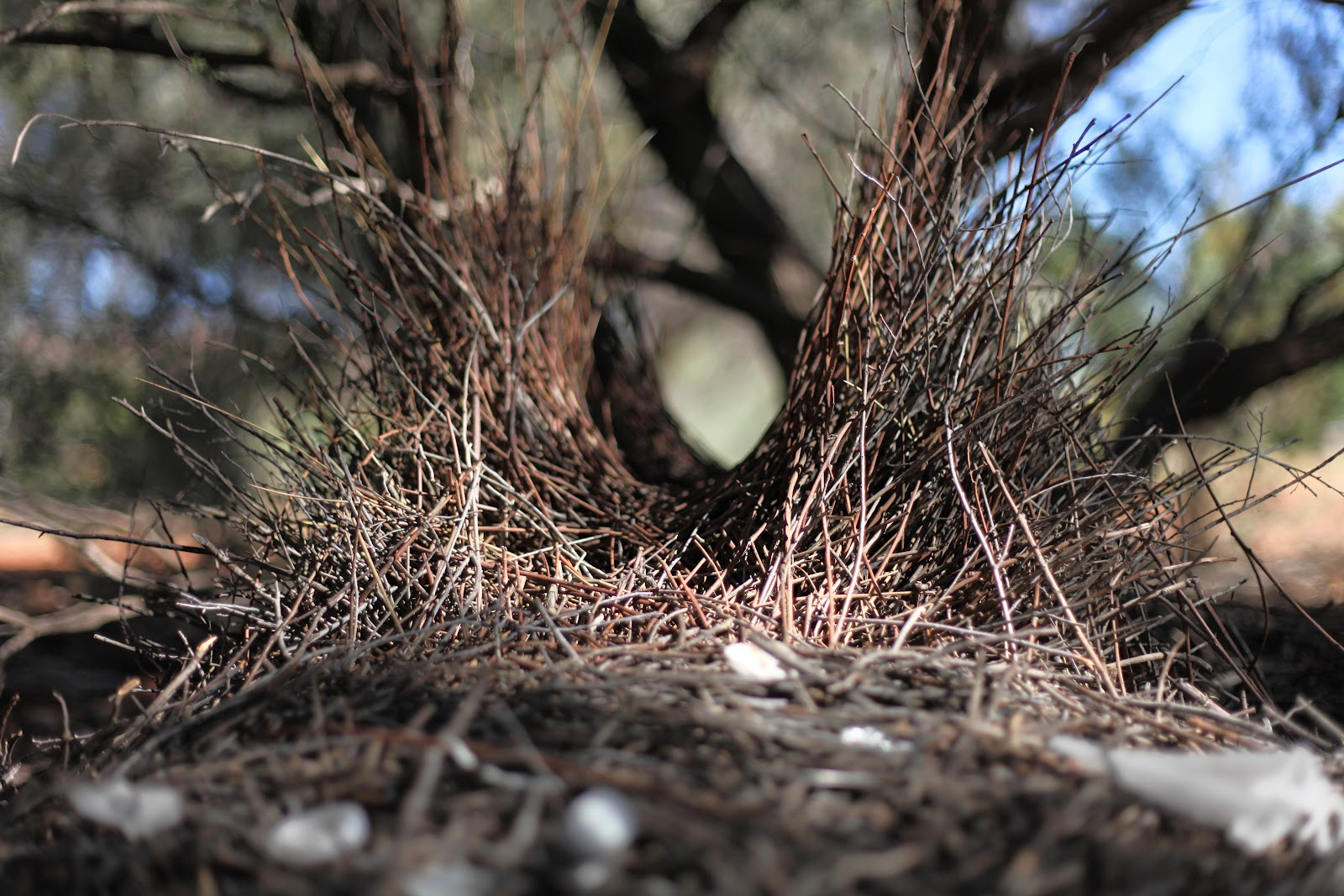
Laube des Tropfenlaubenvogels

Eine Allee besteht meistens aus zwei parallelen, aus kleinen Ästchen errichteten Wänden. Die bekannteste Art, die solche Lauben errichtet, ist der Seidenlaubenvogel. Zu den Alleenbauern zählen außerdem die Arten der Gattung Chlamydera und Sericulus.
Die komplexeste Art solcher Lauben des Typus „Allee“ baut der Dreigang-Laubenvogel. Seine Laube weist vier statt zwei Wände auf. Die Wände des mittleren Ganges weisen nach außen, während andere Alleenbauer unter den Laubenvögeln ihre Wände entweder nach innen neigen oder sie senkrecht bauen. Basis der mittleren Allee ist eine dicke Plattform aus Ästen und Gräsern, die sich an den beiden Enden der Allee erweitert. An beiden Enden der Plattform steht quer zur Hauptallee jeweils eine weitere Wand. Die Laube weist damit einen mittleren Gang und zwei Quergänge auf. Fertiggestellte Lauben haben eine Länge von 71 bis 97 Zentimeter, sind 48 bis 66 Zentimeter breit und 36 bis 64 Zentimeter hoch. Der mittlere Gang ist zwischen 6 und 8 Zentimeter breit und hat eine Länge von 17 bis 32 Zentimeter. Inklusive der kleinen Kiesel und Früchte, die die Männchen zur Dekoration der Lauben nutzen, wiegen die Konstruktion zwischen 3 und 7,5 Kilogramm. Bei einer besonders großen Laube des Dreigang-Laubenvogels waren mehr als 3000 Ästchen verbaut, mehr als 1000 Grashalme abgelegt und mit mehr als 1000 Steine mit einem Gesamtgewicht von fast 4,5 Kilogramm dekoriert.
Beim Braunbauch-Laubenvogel ist das Männchen für etwa acht Monate im Jahr in der Nähe seiner Laube zu beobachten. In Experimenten, in denen ein Männchen, das eine Laube besetzt hielt, entfernt wurde, wurde der Laubenplatz sofort von anderen Männchen besetzt. Das Männchen, das einen Laubenplatz neu besetzte, zerstörte sofort die bestehende Laube und baute erneut. In der Regel war die Laube danach kleiner. Die Schnelligkeit, mit der verlassene Laubenplätze neu besetzt werden, weist nach Ansicht von Clifford und Dawn Frith darauf hin, dass es mehr Männchen als geeignete Stellen für die Errichtung einer Laube gibt.
Bei den ebenfalls alleenbauenden Seidenlaubenvögeln stehlen sich die Männchen gegenseitig das blaue Dekorationsmaterial. Die Lauben der Männchen sind etwa 100 Meter voneinander entfernt und stehen damit außerhalb der Sichtweite der einzelnen Männchen. Die Fähigkeit der Männchen, die Lauben anderer Männchen gezielt aufzusuchen, ist Beleg dafür, dass die Männchen über eine mentale Landkarte ihrer Umgebung verfügen. Ein Männchen, das die Laube eines benachbarten Seidenlaubenvogels aufsucht, fliegt geräuschlos in deren Nähe und beobachtet die Umgebung von einer Warte aus. Ist der Laubenbesitzer nicht in der Nähe, nähert es sich der Laube. Einige der Männchen beschränken sich nicht nur auf den Diebstahl von Dekorationsmaterial aus den Lauben ihrer Konkurrenten, sondern zerstören deren Lauben auch mit schnellen Bewegungen innerhalb weniger Minuten.

### Schmücken der Laube

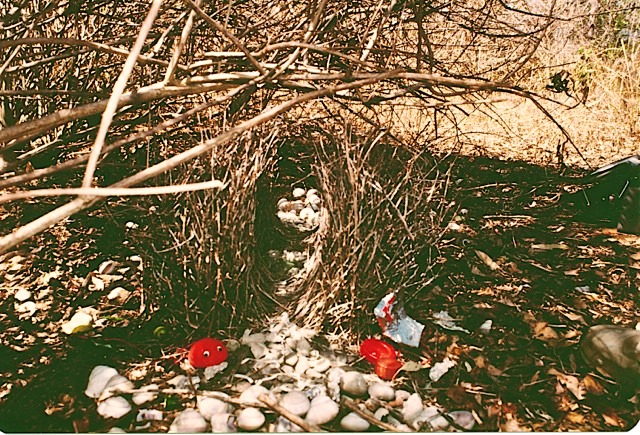
Geschmückte Laube des Graulaubenvogels

Bei einer Mehrzahl der Arten dekorieren die Männchen ihre Lauben mit farbigen Gegenständen. Für viele Arten wurden auch Lauben gefunden, die von dem Männchen mit Frucht- oder Pflanzenbrei an bestimmten Stellen bemalt wurden. Bei den Dekorationsobjekten zeigen die Männchen eine Präferenz für bestimmte Farben. Der Seidenlaubenvogel beispielsweise dekoriert seine Lauben vorzugsweise mit blauen Objekten – eine Farbe, die in freier Natur vergleichsweise selten ist –, der Tropfenlaubenvogel zeigt eine Präferenz für weißliche Gegenstände.
Dekorationsobjekte sind häufig Samenhülsen, Schneckenhäuschen, Blüten, Kiesel oder ausgebleichte kleine Knochenfragmente. Häufig werden auch Dekorationsobjekte aus menschlicher Herstellung genutzt, wie Glasfragmente, Plastikteile bis hin zu sogenannten Pull Tabs von Weißblechdosen und Munitionshülsen. Der Seidenlaubenvogel mit seiner Vorliebe für blaue Objekte legt beispielsweise bei seinen Lauben häufig blaue Plastikverschlüsse von Flaschen ab. Die Zahl der angebrachten Dekorationsobjekte kann sehr hoch sein. Es werden immer wieder Lauben gefunden, bei denen mehr als 1000 Schmuckobjekte angebracht sind. Bei einer in der Nähe von Alice Springs untersuchten Laube des Tropfenlaubenvogels nutzte das Männchen 1427 Knochenobjekte, 174 Schneckenhäuschen sowie zahlreiche Kiesel und Glas- sowie Metallfragmente. Insgesamt wog das angebrachte Dekorationsmaterial 7,4 Kilogramm. Bei einer Laube des Fleckenlaubenvogels wurden mehr als 1350 kleine Knochen, bei einer anderen etwa 1900 Schneckenhäuschen gefunden.
Zum Bemalen der Laube zerkaut beispielsweise ein Männchen des Gelbnacken-Laubenvogels, Blätter und/oder Früchte und lässt sie auf dem Boden liegen. Er kehrt dann zu diesem Farbhaufen mehrfach zurück und trägt mit Hilfe des Schnabels durch pickende oder seitlich wischende Bewegungen das zerkaute Pflanzenmaterial an den inneren Wänden seines Laubengangs auf. Bevorzugt werden rote und gelbbraune Farbe.

### Erlernen des Laubenbaus

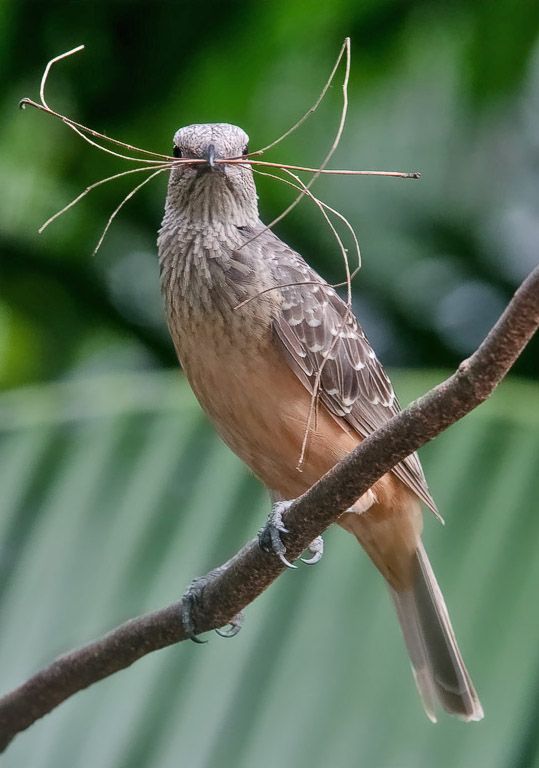
Braunbauch-Laubenvogel mit Ästchen im Schnabel

Es ließ sich bei mehreren Arten nachweisen, dass der Bau einer Laube eine Lernleistung ist, bei der auch das Beispiel anderer, älterer Vögel von Bedeutung ist: Die Tatsache, dass einzeln in Gefangenschaft aufgewachsene Männchen des Gelbnacken-Laubenvogels nur unvollständige Lauben bauen, weist darauf hin, dass sie sich den Laubenbau bei älteren Männchen teilweise abschauen. Die männlichen Jungvögel des Seidenlaubenvogels verwenden viel Zeit auf das Erlernen des Laubenbaus, deren Perfektionierung maßgeblich ihren Fortpflanzungserfolg bestimmt. Junge Männchen dieser Art bauen zunächst nur sehr unzureichende Lauben. Sie wählen typischerweise Ästchen für den Bau der Laubenmauern aus, die zu dick sind, zu unterschiedliche Längen haben und beherrschen auch noch nicht die Fähigkeit, die es ihnen ermöglicht, symmetrische Mauern zu bauen. Die ersten Bauten sind reine Übungslauben, an denen häufig mehrere Jungvögel arbeiten. Sie arbeiten daran nicht kooperativ – ein einzelner Jungvogel verbaut beispielsweise einzelne Ästchen, der nächste Jungvogel zerstört das existierende Bauwerk und beginnt von vorne, ein dritter setzt weitere Ästchen hinzu.
Jungvögel perfektionieren ihre Technik, indem sie ältere Vögel nachahmen. Sie besuchen regelmäßig die Lauben älterer Seidenlaubenvögel und helfen dort aus. Sie erlernen auch das Balzverhalten, indem sie sich der Laube ähnlich wie ein Weibchen nähern und dem Männchen bei dessen Balztanz und -gesang zusehen. Die älteren Männchen tolerieren dies, weil sie ebenfalls von der Übung vor einem zusehenden Artgenossen profitieren.

## Laubenvögel und Menschen

### Haltung
Mehrere Arten der Laubenvögel werden in Zoos gezeigt. Häufiger gehaltene Vögel sind die Arten der Gattung Ailuroedus, die monogam sind und keine Lauben bauen. Bei ihnen gelingt die Nachzucht regelmäßig. Aus der Gattung wurde insbesondere der Weißohr-Laubenvogel in mehreren Zoologischen Gärten auch erfolgreich nachgezüchtet. Erfolgreiche Züchter sind in Deutschland der Weltvogelpark Walsrode, die Wilhelma, der Zoo Heidelberg und Krefeld. Er wurde auch 1998 bis 2001 im Zoo Berlin und 2007 im Tierpark Berlin erfolgreich nachgezüchtet. Nachzuchten gelangen auch dem Chester Zoo in Großbritannien, dem Zoologisch-Botanischen Garten Hongkong, dem San Diego Zoo und dem Los Angeles Zoo. Wichtige Erkenntnisse zur Fortpflanzungsbiologie wurden insbesondere im Zoo Krefeld gewonnen.
Obwohl die meistgehaltenen, laubenbauenden Arten in Gefangenschaftshaltung Lauben bauen und auch balzen, sind nur wenige Arten bislang erfolgreich in Gefangenhaltung nachgezüchtet worden. Beim Seidenlaubenvogel gelang die Nachzucht bereits 1912. Für ihn gibt es Belege, dass er bereits um 1860 regelmäßig als Käfigvogel gehalten wurde. Bereits zu Beginn des 20. Jahrhunderts war deshalb klar, dass allein das Männchen Lauben baut und dass es mehrere Jahre dauert, bis ein Männchen das adulte Gefieder zeigt. Der Braunbauch-Laubenvogel zog 2008 im Zoo Köln Nachwuchs groß.
Der Gelbnacken-Laubenvogel war über mehrere Jahrzehnte sowohl in Australien als auch außerhalb ein häufig in Gefangenschaft gehaltener Vogel. Gelbnacken-Laubenvögel wurden bereits im Jahre 1867 in Großbritannien gehalten, der Londoner Zoo hielt schon 1905/1906 diese Art der Laubenvögel. Die Erstzucht in Gefangenschaft gelang 1905. In australischen Zoos wird der Gelbnacken-Laubenvogel aktuell regelmäßig nachgezüchtet. Nachgezüchtete Gelbnacken-Laubenvögel werden in Australien gelegentlich auch heute noch im Vogelhandel angeboten. Ein Paar, von denen beide nachweislich aus Gefangenschaftszucht stammten, wurde in Sydney im Jahr 2000 für 1500 Australische Dollar angeboten.

### Konflikte
Sowohl in der Fachliteratur als auch in populärwissenschaftlichen Schriften gibt es zahlreiche Berichte, dass Seidenlaubenvögel und Fleckenlaubenvogel Schmuck, Schlüssel und ähnliches aus Häusern, Fahrzeugen und Zelten entfernen.
Während des Winterhalbjahrs, wenn sich Seidenlaubenvögel überwiegend von Schösslingen ernähren und in größeren Trupps auch in offenerem Gelände vorkommen, stellen sie ein Problem für Obst- und Gemüsebauern dar, da sie in der Zeit sowohl Kulturobst als auch junges Blattgemüse fressen. Sie haben außerdem eine besondere Vorliebe für heranreifenden Mais. Der Grünlaubenvögel sucht ebenfalls häufiger Gärten und Plantagen auf, um dort angebautes Obst zu fressen. Er wird bis heute deswegen noch gelegentlich geschossen.

### Laubenvögel als Jagdwild
Der Grünlaubenvogel wurde über lange Zeit bejagt, weil sein Fleisch als delikat galt. Er wurde meist während Jagden geschossen, die auf Tauben abzielten.

## Gattungen und Arten
- Katzenvögel (Ailuroedus)

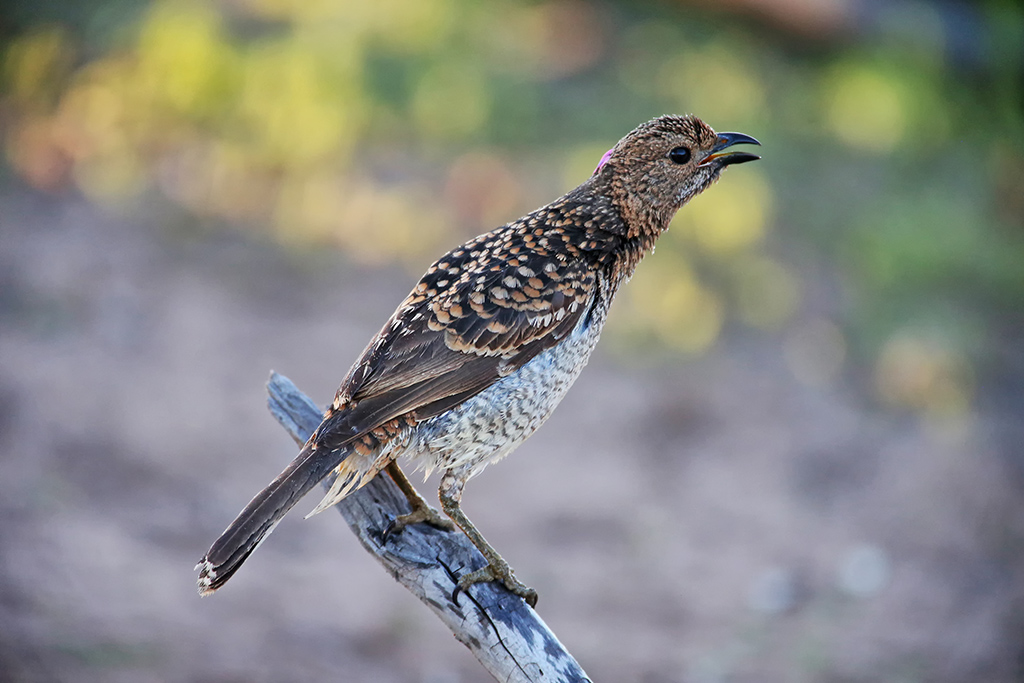
Fleckenlaubenvogel
(Chlamydera maculata)

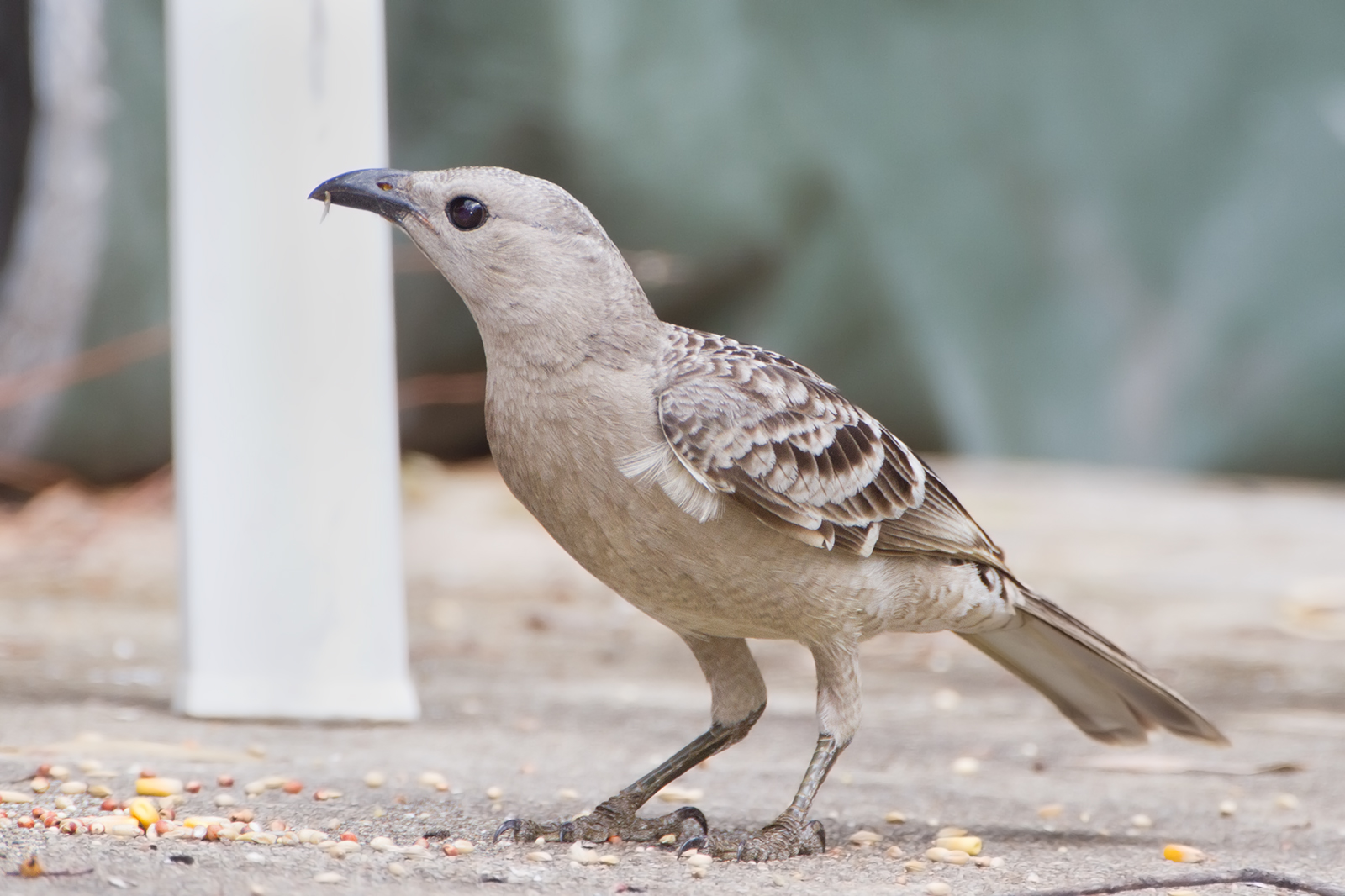
Graulaubenvogel
(Chlamydera nuchalis)

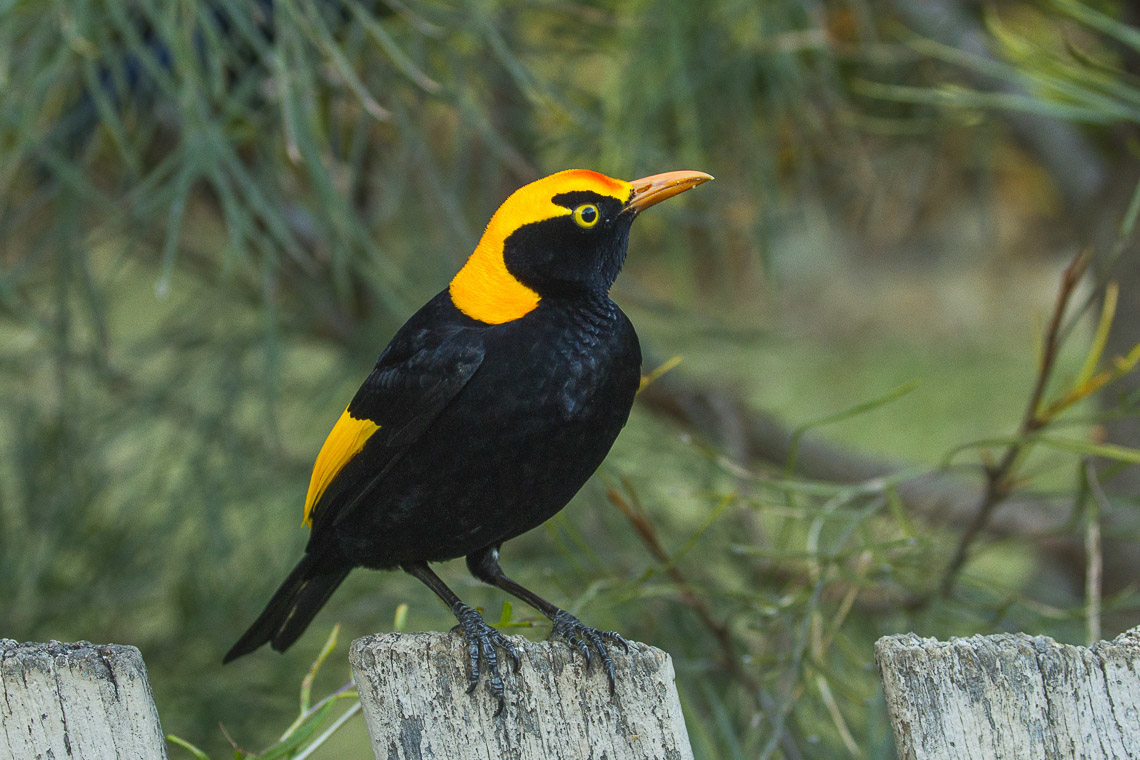
Gelbnacken-Laubenvogel, Männchen
(Sericulus chrysocephalus)

  - Grünlaubenvogel (Ailuroedus crassirostris)
  - Schwarzohr-Laubenvogel (Ailuroedus melanotis)
  - Weißohr-Laubenvogel (Ailuroedus buccoides)
- Scenopooetes
  - Zahnlaubenvogel (Scenopooetes dentirostris, Syn.: Ailuroedus dentirostris) i
- Gärtnervögel (Amblyornis)
  - Gelbscheitelgärtner (Amblyornis flavifrons)
  - Goldhaubengärtner (Amblyornis macgregoriae)
  - Hüttengärtner (Amblyornis inornata)
  - Rothaubengärtner (Amblyornis subalaris)
- Archboldia
  - Archboldlaubenvogel (Archboldia papuensis)
- Kragenlaubenvögel (Chlamydera)
  - Tropfenlaubenvogel (Chlamydera guttata)
  - Fleckenlaubenvogel (Chlamydera maculata)
  - Graulaubenvogel (Chlamydera nuchalis)
  - Braunbauch-Laubenvogel (Chlamydera cerviniventris)
  - Dreigang-Laubenvogel (Chlamydera lauterbachi)
- Prionodura
  - Säulengärtner (Prionodura newtoniana)
- Ptilonorhynchus
  - Seidenlaubenvogel (Ptilonorhynchus violaceus)
- Goldvögel (Sericulus)
  - Gelbnacken-Laubenvogel (Sericulus chrysocephalus)
  - Flammenlaubenvogel (Sericulus ardens)
  - Goldlaubenvogel (Sericulus aureus)
  - Rotscheitel-Laubenvogel (Sericulus bakeri)

## Natürliche Hybride
Dort, wo sich das Verbreitungsgebiet einzelner Arten überlappt, kommt es gelegentlich zu natürlichen Hybriden. So überlappt sich das Verbreitungsgebiet des Fleckenlaubenvogels zu einem kleinen Teil entlang des Cape Rivers mit dem Graulaubenvogel. Es sind verschiedentlich natürliche Hybriden zwischen den beiden Arten beobachtet worden.